# Planierraupe

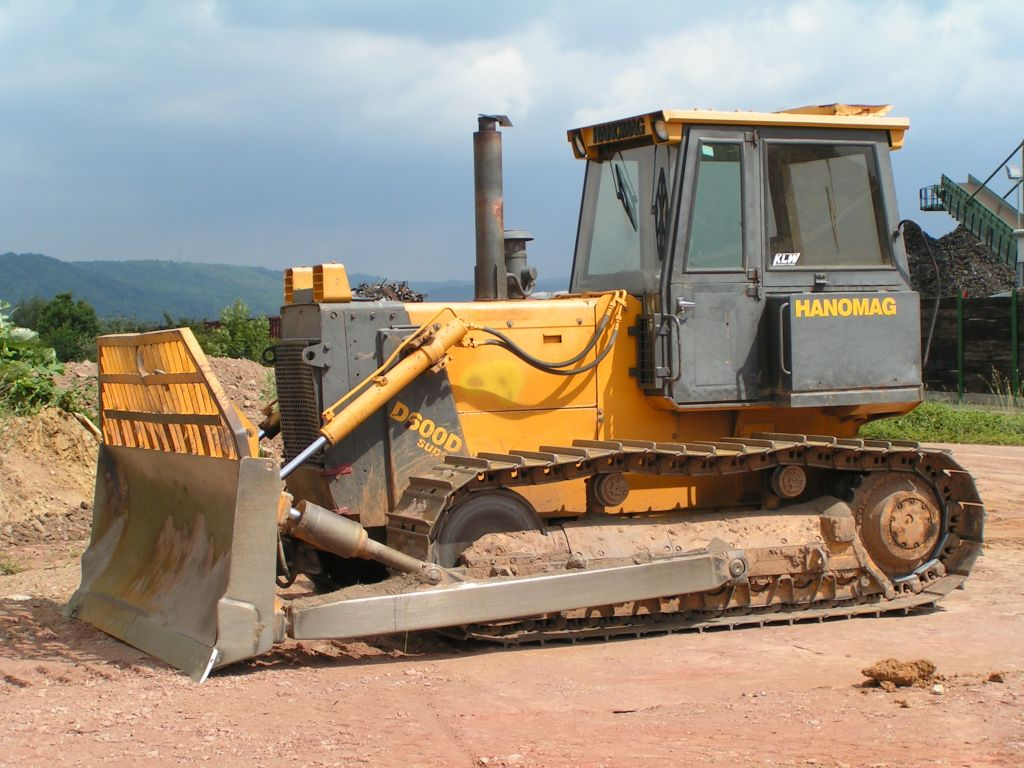
Planierraupe Hanomag D600D super

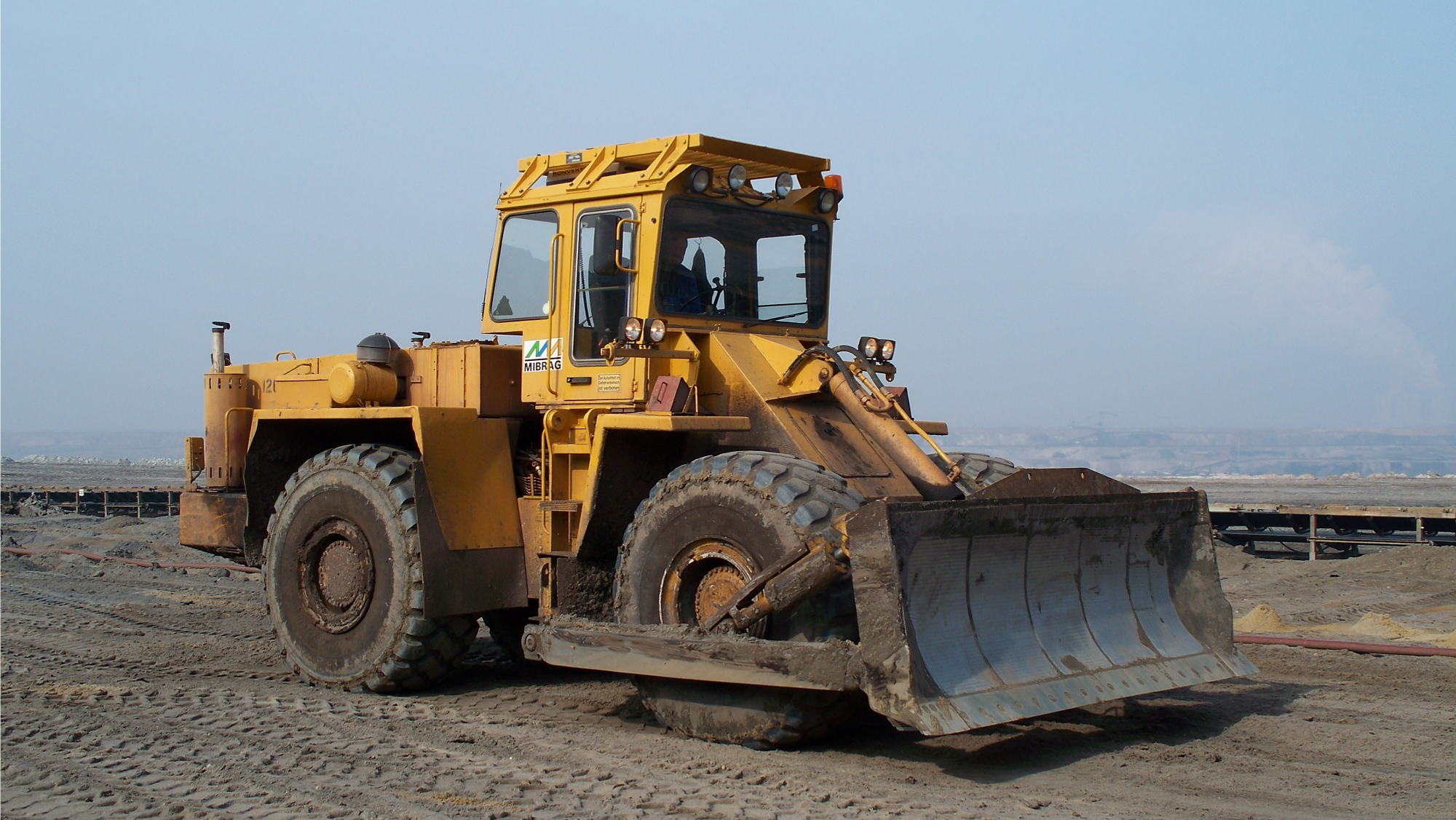
Radplanierer Zettelmeyer ZD 3001

Eine Planierraupe, auch Schubraupe, Bulldozer, Kettenräumer ist ein Flachbagger, der zum Lösen oder Transportieren sowie zum Einbau von Erdreich dient. Planierraupen sind Kettenfahrzeuge; Planiermaschinen mit einem Radfahrwerk sind Radplanierer.

## Geschichte

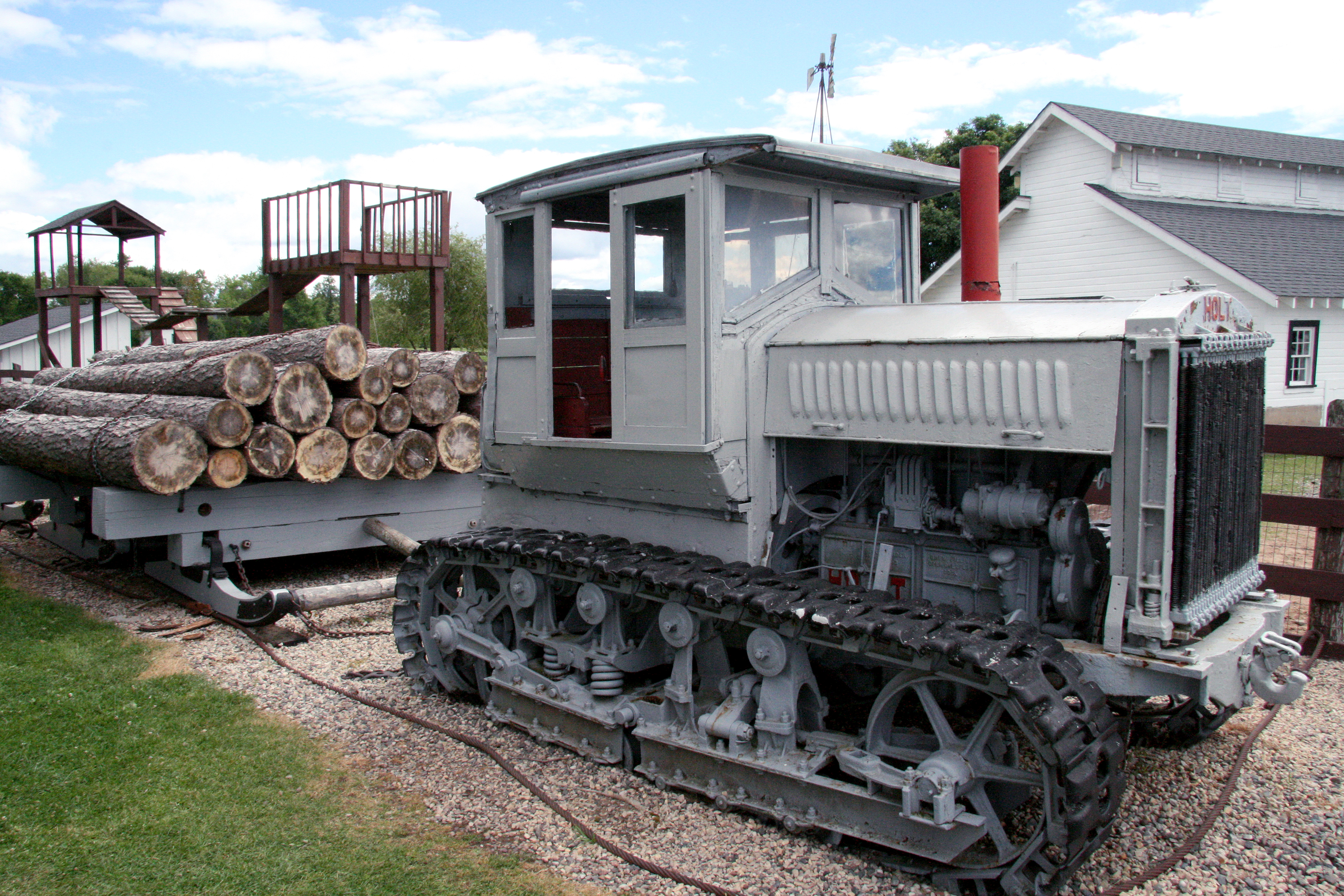
Historischer Kettenschlepper, Holt von vor 1925

Planierraupen entstanden zwischen den Weltkriegen in den USA. Ursprung waren schwere Traktoren, Raupenschlepper, die mit einem Räumschild ausgestattet wurden.

## Funktion
Planierraupen besitzen an der Vorderseite einen Stahlschild, mit dem sie das Erdreich schieben können. Planierraupen sind mit verschiedenen Zusatzgeräten ausrüstbar, z. B. Aufreißern (einfach, mehrfach), mit denen der Untergrund hinter der Planierraupe aufgerissen und gelockert werden kann. Aufreißer kommen auch in Steinbrüchen zur Anwendung. Weiterhin gibt es Seilwinden, Pflüge und Lasersteuerungsanlagen, mit denen automatisch nivelliert werden kann, d. h. die Schildsteuerung wird automatisch vorgenommen. Es gibt GPS-Steuerungen, um in großen Sanierungs- oder Bauprojekten den Einbau des Materials zu steuern.
Planierschilde gibt es in folgenden Hauptbauformen:
- verstellbarer Schild
- gerader Schild
- U-Schild zur Bewegung von großen Mengen Erdreich
- S-Schild überwiegend für Feinplanierung
- V-Schild zum Schaffen von Einschnitten

Kleinere Raupen haben einen sogenannten 6-Wege-Schild, welcher sich in drei Ebenen verstellen lässt.

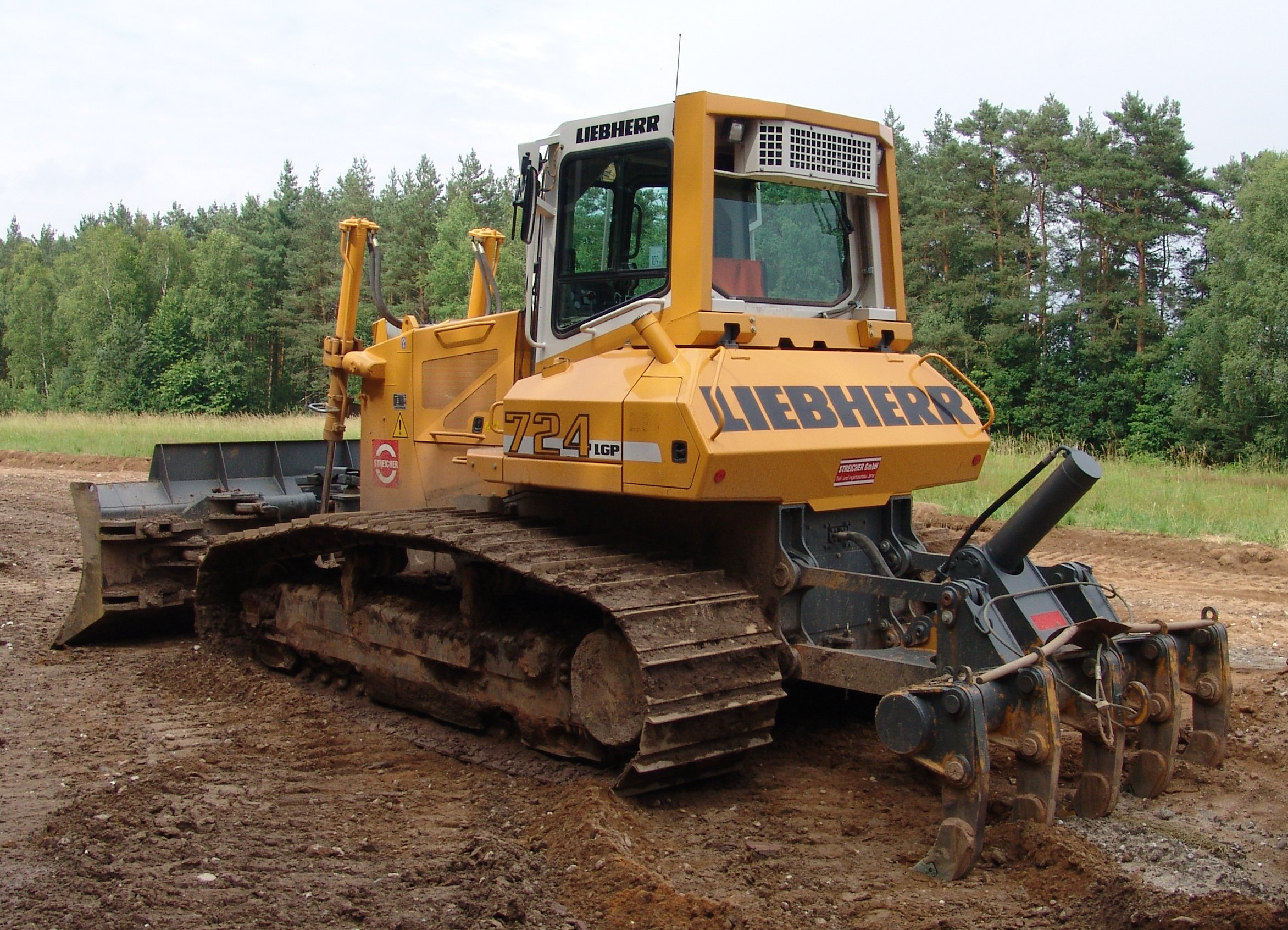
Aufreißer an einer Liebherr 724 Planierraupe
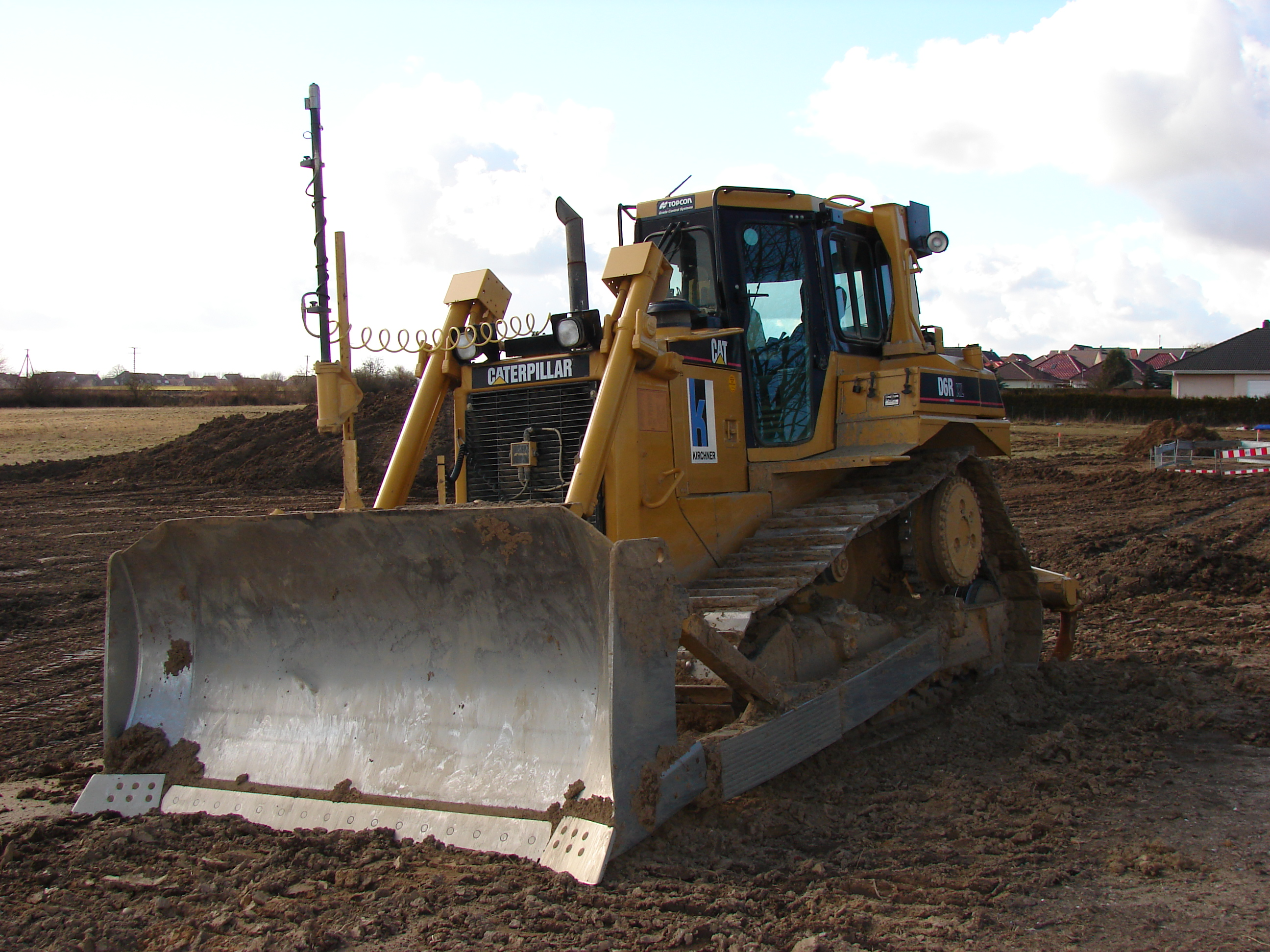
Caterpillar-Planierraupe D6R mit Lasersteuerungsanlage über dem Schild
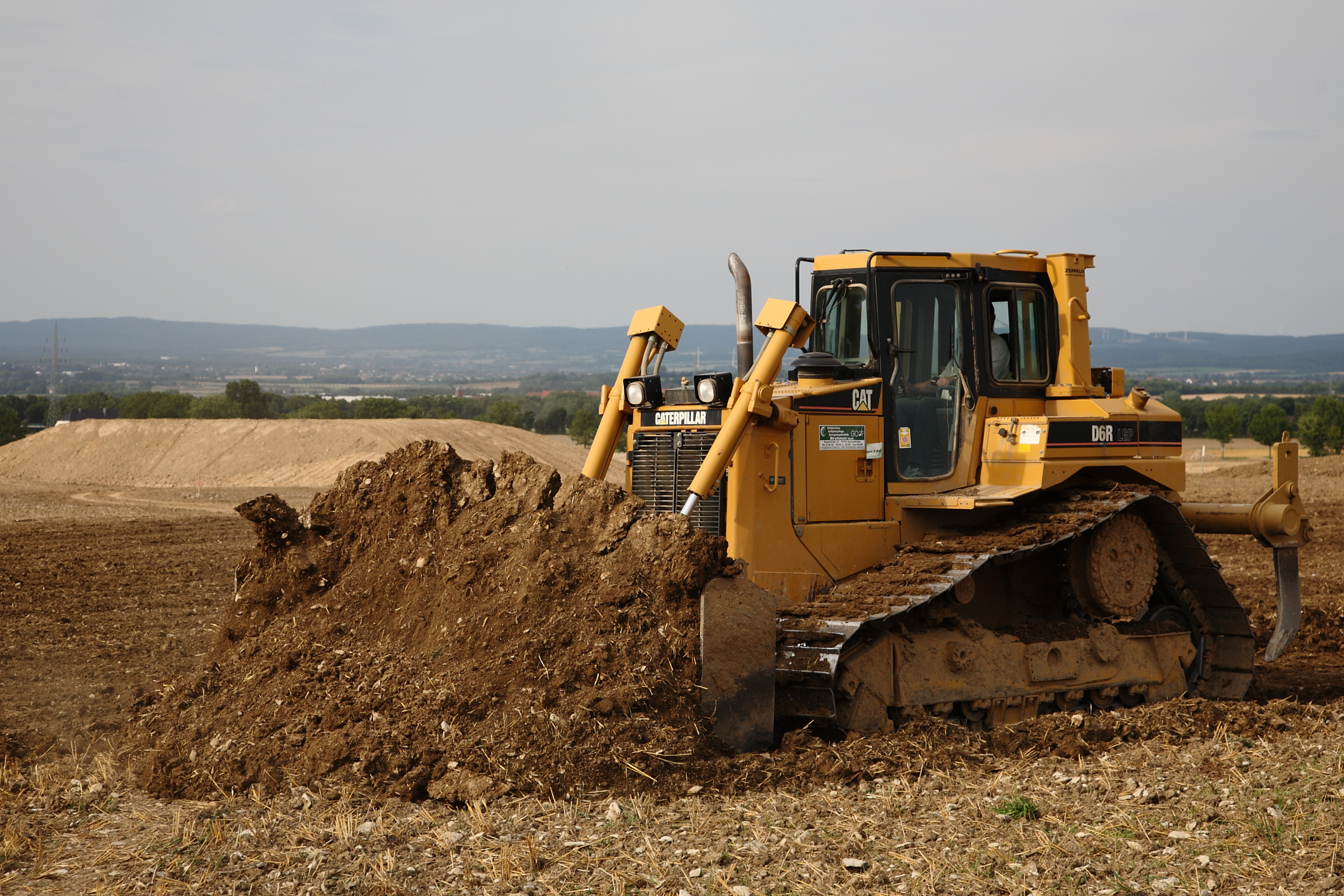
Caterpillar D6R mit U-Schild bei der Arbeit
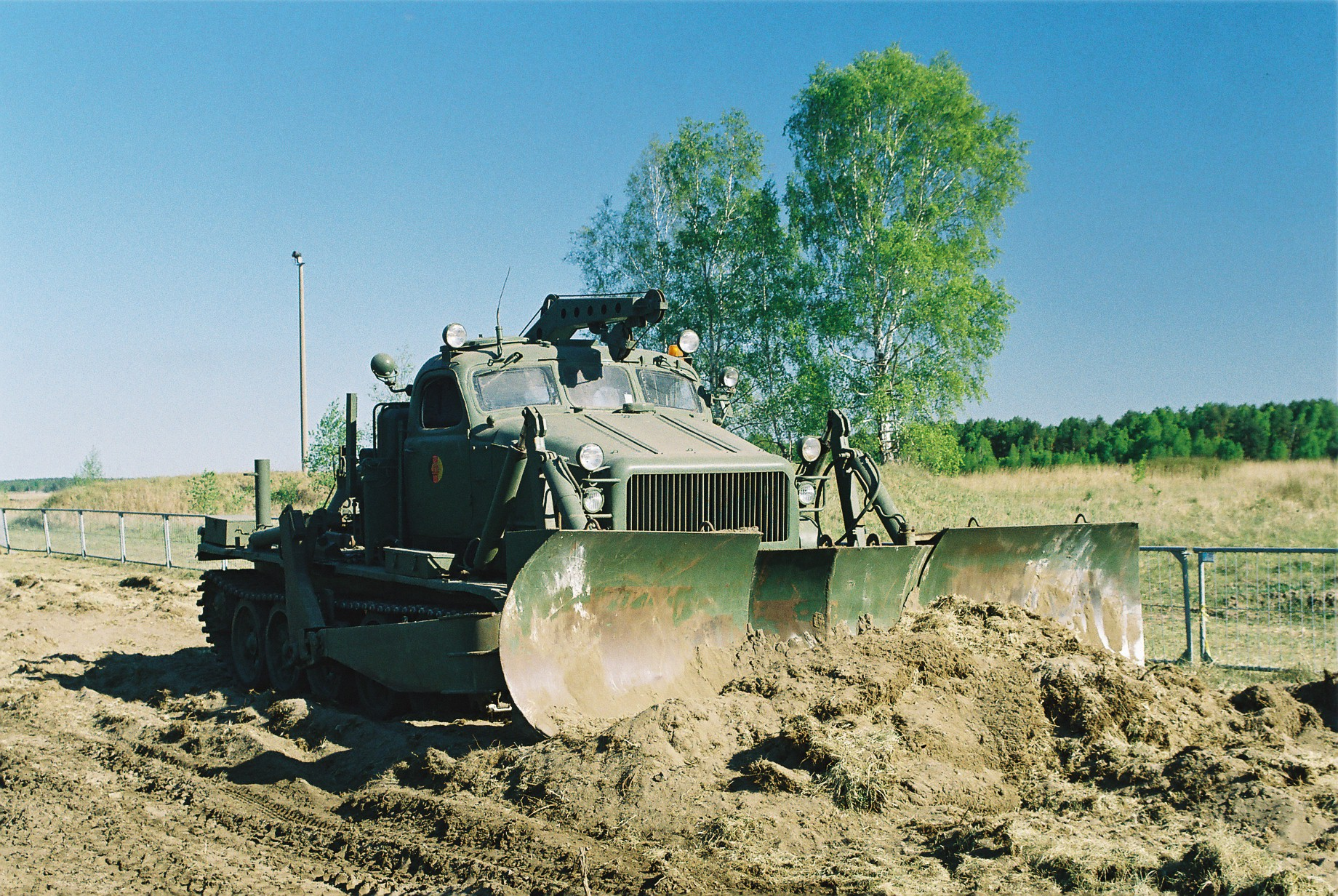
Überschwere Planierraupe BAT-M mit Verstellschild

## Planierraupen für Sondereinsätze
In Wintersportgebieten sind Pistenraupen (auch Pistenwalzen oder Pistenbully) üblich, die typischerweise einen sehr niedrigen Schwerpunkt und eine sehr große Auflagefläche haben. Sie können steile Hänge leicht überwinden. Ihre Aufgabe besteht darin, Schnee zu planieren und für den Skibetrieb aufzubereiten.
Auch in landwirtschaftlichen Betrieben kommen Planierraupen ggf. zum Einsatz. Die Aufgaben beschränken sich hier auf Erdarbeiten und Festfahren von Maissilage. Dabei sind vor allem ihr hohes Gewicht und ihre großen Schilde von Vorteil.
Die israelischen Streitkräfte nutzen gepanzerte Planierraupen für Pionierarbeiten.
Für den harten Rodungseinsatz in Regenwaldgebieten kommen speziell ausgerüstete Planierraupen zum Einsatz. Diese sogenannten Rome plows verfügen über ein besonders geformtes Rodeschild sowie robuste Schutzaufbauten.

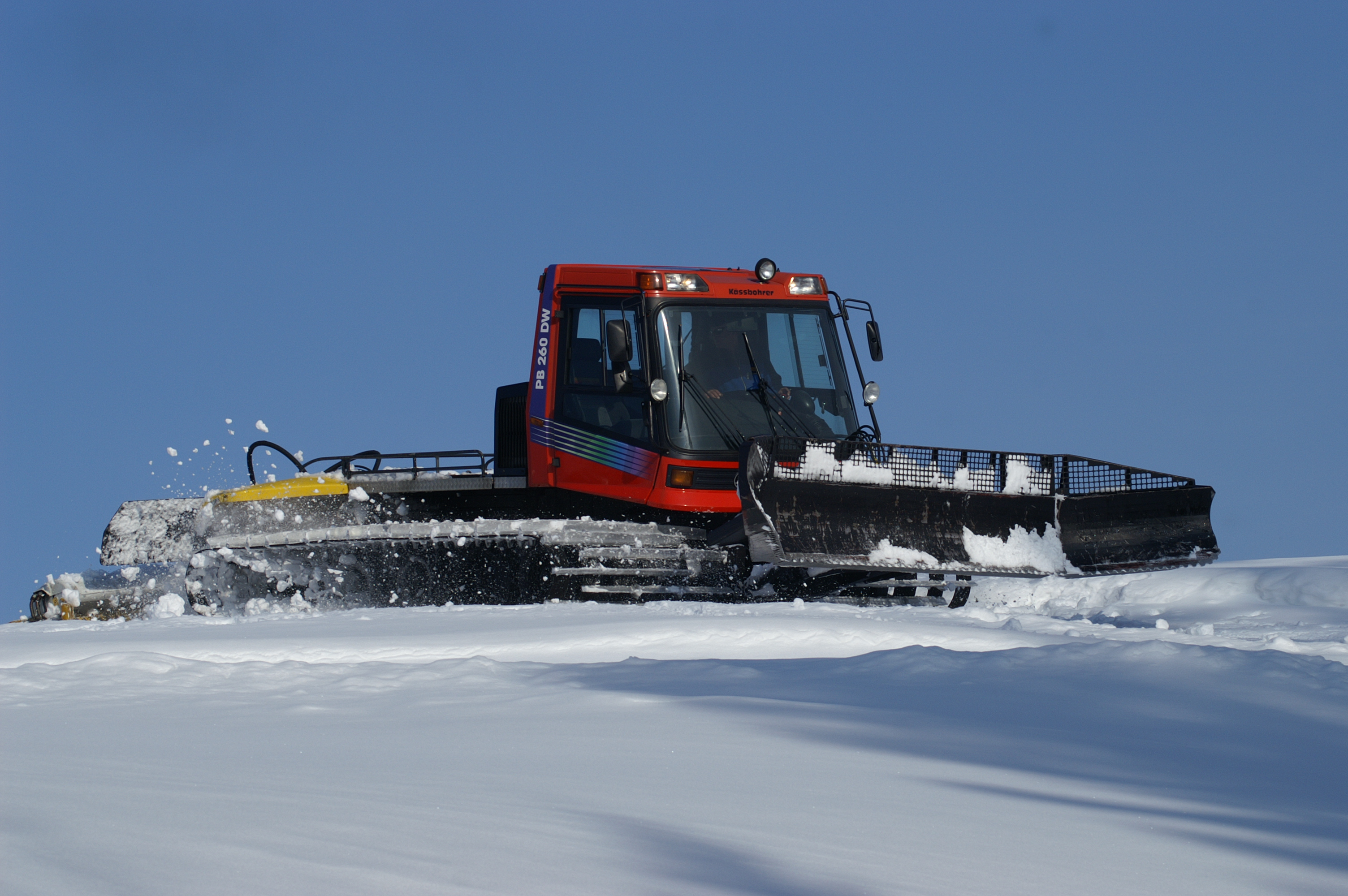
Pistenraupe Kässbohrer PB 260 D
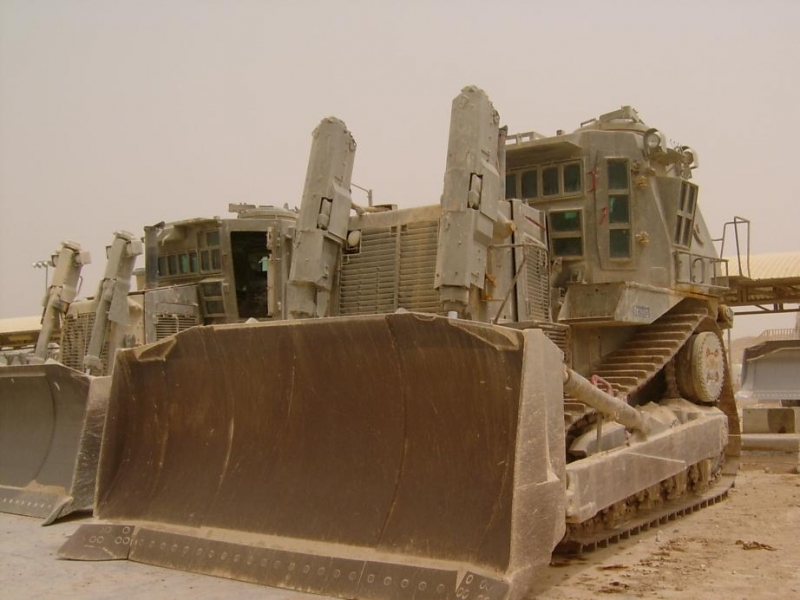
Gepanzerte Raupe IDF Caterpillar D9